# Carlos Eduardo Parreira
Carlos Eduardo Parreira (* 10. April 1981) ist ein brasilianischer Fußballtrainer.

## Karriere
Carlos Eduardo Parreira begann seine Trainerkarriere in Thailand beim Chiangmai FC. Der Verein aus Chiangmai spielte in der zweiten thailändischen Liga. Am Ende der Saison belegte er mit dem Verein den dritten Platz und stieg somit in die erste Liga auf. Ende Juni 2019 wechselte er zum Erstligisten Chiangrai United. Bei dem Verein aus Chiangrai übernahm er bis Saisonende das Amt des Technischen Direktors. Der Zweitligist Chiangmai United FC verpflichtete ihn im Januar 2020 als Nachfolger von Surachai Jirasirichote für das Amt des Cheftrainers. Hier stand er bis 30. Oktober 2020 unter Vertrag. Von November 2020 bis Anfang Mai 2021 war er vertrags- und vereinslos. Am 10. Mai 2021 unterschrieb er einen Vertrag beim Erstligaaufsteiger Khon Kaen United FC in Khon Kaen. Dort arbeitete er bis zu seiner Entlassung am 29. Oktober 2022. Am 1. Juli 2023 trat er das Traineramt beim saudi-arabischen Zweitligisten al-Qadisiyah an. Bei dem Verein aus Khobar stand er bis Ende Januar 2024 20-mal in der Liga an der Seitenlinie. Im Februar 2024 kehrte er nach Brasilien zurück. Hier unterschrieb er einen Vertrag beim Clube Sociedade Esportiva in Palmeira dos Índios unterschrieb. Mit dem Verein trat er in der Staatsmeisterschaft von Alagoas an. Hier erreichte man das Halbfinale, dass mam jedoch mit 2:0 gegen AS Arapiraquense verlor. Am 12. April 2024 wurde sein Vertrag nicht verlängert. Im Sommer 2024 zog es ihn wieder nach Thailand, wo er einen Vertrag beim Erstligaaufsteiger Rayong FC unterschrieb. Nach der 1:3-Niederlage beim Sukhothai FC am elften Spieltag wurde er, nachdem die Mannschaft auf einem Abstiegsplatz stand, entlassen.